# Église catholique

Les clefs croisées d'or et d'argent du Saint-Siège symbolisent les clefs de Simon-Pierre, représentant le pouvoir papal. La triple couronne symbolise le triple pouvoir du pape en tant que « père des rois », « gouverneur du monde » et « vicaire du Christ ». La croix d'or sur un monde (globe) surmontant la tiare symbolise la souveraineté de Jésus.

Cet article concerne les structures de l'Église catholique en tant qu'institution, dont font partie les Églises catholiques orientales. Pour la religion, voir catholicisme. Pour sa composition, voir Composition de l'Église catholique. Pour son histoire, voir Histoire de l'Église catholique.
Pour les articles homonymes, voir Église catholique (homonymie).
L'Église catholique (dite Église catholique romaine ou Église catholique apostolique et romaine) est l'institution rassemblant la totalité des catholiques, c'est-à-dire tous les chrétiens en communion avec le pape et les évêques. Elle est aussi une institution et un clergé organisés de façon hiérarchique.
Il s'agit de la plus grande Église chrétienne, avec plus d'un milliard de baptisés. Elle est aussi l'une des plus anciennes institutions religieuses au monde. Elle a joué un rôle fondamental à travers l'histoire, en particulier dans le monde occidental.
Sa théologie, fondée sur le symbole de Nicée, se distingue notamment par sept sacrements dont le plus important est l'Eucharistie, célébrée pendant la messe.
Selon son propre catéchisme, l'Église catholique est composée d'une partie visible, l'Église militante, sur terre, et d'une partie invisible, au ciel, l'Église triomphante et l'Église souffrante ; celles-ci représentent les âmes au paradis et au purgatoire. L'Église sur terre se conçoit comme un ensemble d'Églises particulières en communion avec le pape, défini comme le successeur de saint Pierre, et en communion les unes avec les autres. L'Église latine comprend la majorité des catholiques, mais il existe également 23 Églises catholiques orientales, en pleine communion avec le pape. L'Église catholique est centralisée au Vatican, mais ses synodes, ses assemblées d'évêques, ses diocèses et ses paroisses locales assurent la gestion et la vie de l'Église sur tous les continents.
L'Église catholique se définit comme une institution à la fois humaine et divine : « société parfaite en dépit de l'imperfection de ses membres ».

## Description

### L'Église catholique, apostolique et romaine
L’appellation officielle d'« Église catholique, apostolique et romaine » (ECAR) vient du droit civil des États. Elle est utilisée dès la fin du XVIe siècle, dans l'édit de Nantes qui reconnaissait pour la première fois deux religions : « La Religion catholique, apostolique et romaine » et la « Religion prétendue réformée », c'est-à-dire ce que l'on appelle aujourd'hui le protestantisme. En ce qui concerne la religion des catholiques, les termes « catholique » et « apostolique » sont tirés du Credo de Nicée-Constantinople (où ils qualifient l'Église plutôt qu'une religion), termes auxquels s'est adjoint l'adjectif « romaine ».
Cette expression désigne l'Église romaine dans la Constitution ou le droit de certains pays comme Malte, l'Argentine ou Madagascar.
L'appellation « Église catholique apostolique romaine » figure parfois dans les textes officiels du Saint-Siège mais l'expression « Église catholique » est plus fréquente, ainsi que « l'Église » tout court.

#### Définitions de l'Église

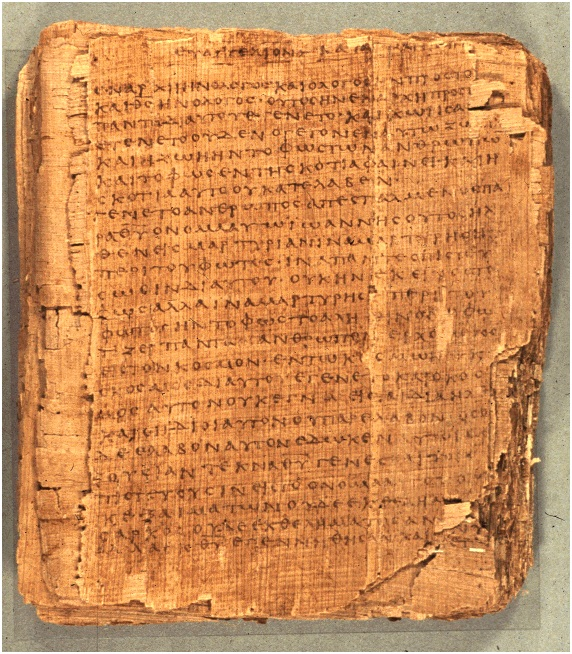
Le Papyrus 66 (Gregory-Aland), ou Codex saint Jean, v. 200.

Le mot « église » vient du latin ecclesia, issu du grec ἐκκλησία (ekklesia), qui signifie assemblée. Lorsque les premiers chrétiens employaient le terme église, ils reprenaient l'une des appellations traditionnelles du judaïsme hellénique pour désigner Israël ou le peuple de Dieu. Cependant, l’usage chrétien du terme ekklesia a également sonné comme en contrepoint de celui qui en était fait dans les cités grecques. Dans le monde grec classique, l’ekklesia était une assemblée réservée aux citoyens et à laquelle les étrangers n’étaient pas admis. L’Église au sens chrétien est l’assemblée dans laquelle plus personne n’est étranger. Elle est ce qui rassemble des hommes de toute nation, race, peuple et langue (Ap. 7,9).
Dans la Septante, version grecque de la Bible hébraïque datant du IIe siècle av. J.-C., le mot grec ekklesia (église) désigne une assemblée convoquée pour des raisons religieuses, souvent pour le culte. Dans cette traduction, le grec ekklesia correspond toujours à l'hébreu qahal qui est cependant parfois aussi traduit par synagôgè (synagogue). Pour le judaïsme du Ier siècle, ekklesia évoque immédiatement la synagogue, à comprendre comme l'assemblée de Dieu. Les mots « église » et « synagogue » étaient ainsi deux termes synonymes. Ils ne prendront un sens différent que parce que les chrétiens s'approprieront le mot église, réservant celui de synagogue aux assemblées des juifs qui refusent le christianisme et dont ils se distinguent de plus en plus clairement.
Le terme « Église » n’est employé que deux fois dans les Évangiles, deux occurrences qui se trouvent en Matthieu. Jésus dit à Simon-Pierre : « Pierre tu es pierre et sur cette pierre je bâtirai mon Église. » Depuis le milieu du XXe siècle, les exégètes se posent la question de savoir si l'on peut attribuer la paternité de cette expression à Jésus. L'enseignement et la pratique de ce dernier s'inscrivent dans le cadre des synagogues locales et du Temple de Jérusalem ; rien dans les Évangiles ne permet d'affirmer que Jésus a fondé ou voulu fonder sa propre communauté religieuse. Cette phrase témoigne de ce que, pour la communauté qui reçoit cet évangile, il y a une Église du Christ et que c'est lui qui la bâtit. Dans un autre passage de Matthieu, l'Église est la communauté locale à laquelle on appartient : « Si ton frère n’écoute pas … dis-le à l’Église ».
Le terme « Église » est beaucoup plus fréquent dans les autres textes du Nouveau Testament, où, de façon concordante avec l’usage qui en est fait dans l’Évangile de Matthieu, il désigne parfois les communautés locales, parfois l’Église dans son ensemble. Si le terme ekklesia est très fréquent dans les Actes, les épîtres et l'Apocalypse, son emploi ne s'y répartit pas régulièrement. Dans les sections dont il est absent, il peut néanmoins être question de l'Église avec d'autres mots. Par exemple le mot ekklesia est totalement absent des quatorze premiers chapitres de la Lettre aux Romains où il est toutefois beaucoup question des « appelés » (κλήτοι (klêtoï)), les « bien-aimés de Dieu », idée qui renvoie à celle d'Église comme l'assemblée à laquelle on se rend parce qu'on y est convoqué. Par ailleurs, toujours sans employer directement le terme ekklesia, il peut aussi être question de l'Église au moyen d'images traditionnellement employées dans la Bible pour désigner le peuple de Dieu, notamment celle de la vigne du Seigneur, particulièrement développée dans l'Évangile selon Jean.

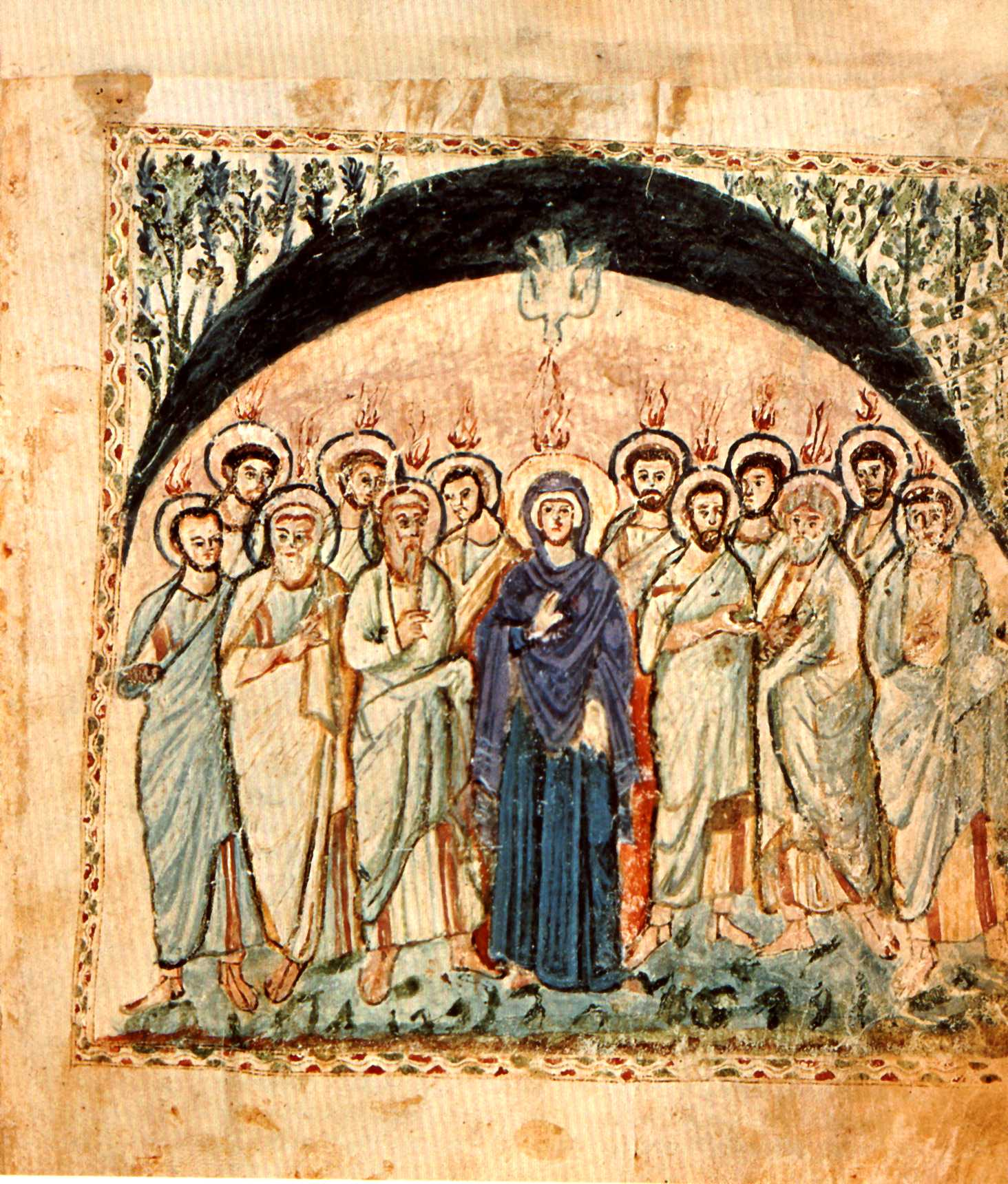
La Pentecôte, miniature des Évangiles de Rabula, 586.

Il est possible de considérer que l'Église, au sens de communauté de tous les chrétiens, naît dans la Pâque du Christ, lorsqu'il passe de ce monde à son Père. Les Pères de l'Église diront en ce sens que l'Église est née du côté du Christ, dans le sommeil de la mort, comme Ève est née du côté d'Adam pendant son sommeil, tel que le raconte le Livre de la Genèse. Avec l'Évangile selon Jean, il est aussi possible d'envisager que l'Église naît lorsque le sang et l'eau jaillissent du côté transpercé du Christ en croix : le sang est le sacrifice du Christ, tandis que l'eau symbolise le baptême ou le don de l'Esprit qui est la vie de l'Église. Ce don de l'Esprit saint est aussi figuré par le récit de la Pentecôte dans les Actes des apôtres (Ac 1,8), de sorte que la Pentecôte se présente dans la tradition chrétienne un peu comme la date de naissance officielle de l'Église. Il s'agit du moins de sa confirmation : l'Église reçoit l'onction, la marque de l'Esprit qui scelle sa naissance dans la mort et la résurrection du Christ. C'est le moment où elle commence sa mission avec la première manifestation publique des apôtres.
Il n'y a pas « d'Église » au sens contemporain du terme avant l'institutionnalisation formelle à laquelle procède Constantin le Grand ; institutionnalisation cependant déjà amorcée par des évêques intéressés par la politisation des structures ecclésiales, en témoignent les résultats du concile d'Elvire (305-306). En effet, le christianisme est d'abord constitué de communautés locales considérées comme plus ou moins hérétiques. Quand elles s'organisent, il n'y a pas « l'Église » mais l'assemblée locale autour de ses anciens presbyteroi et de son episcopos.

#### Significations du terme «catholique»
L’adjectif « catholique » vient du grec καθολικός (katholikós), signifiant « universel ». Le terme a commencé à être employé pour qualifier l’Église au début du IIe siècle. Le préfixe κατά (katá) signifie « par » ou « selon », tandis que l'adjectif ὅλος (hólos) signifie « tout » ou « entier ». Chez Aristote, καθόλον (kathólon) est synonyme de κοινόν (koinón), c’est-à-dire « général, commun ». En grec classique un καθολικός λόγος (katholikós lógos) signifie un « lieu commun ». L'adverbe καθόλου (kathólou) est aussi employé selon l'usage courant dans le Nouveau Testament, non pas pour qualifier l’Église, mais simplement comme adverbe signifiant « absolument », « totalement » ou « complètement » : « Ils leur défendirent absolument (καθόλου) de parler et d’enseigner au nom de Jésus (Ac. 4,18) ».
Ce mot se trouve dans le symbole de Nicée adopté en 381 et qui proclame : « Je crois en l’Église une, sainte, catholique et apostolique ». Cette profession de foi, qui est avec le symbole des apôtres la plus importante de l’ancienne Église, est depuis des siècles le credo de toutes les liturgies, de sorte que des chrétiens de toutes Églises, même lorsque commencera le temps des divisions confessionnelles, déclareront croire en l’Église catholique, indépendamment du fait que leur confession soit ou ne soit pas explicitement désignée comme « catholique » dans l’usage courant ou dans des textes officiels.

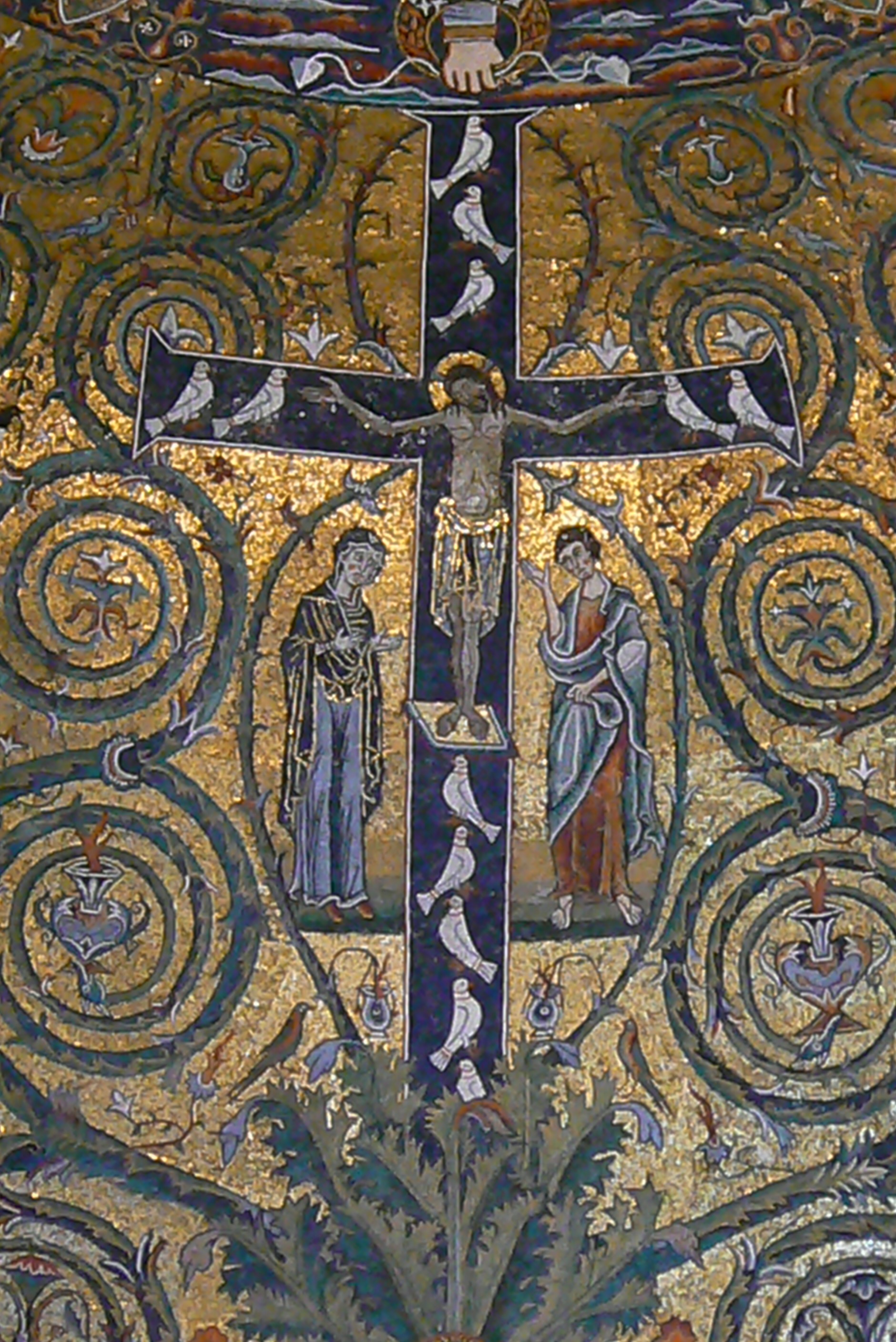
Mosaïque de la basilique Saint-Clément. Rome, XIIe siècle (détail). L'Église est figurée par la croix du Christ, avec douze colombes qui représentent les apôtres, tandis que l'arbre de la croix se développe en de nombreuses volutes comme autant d'Églises qui en forment une seule.

Le terme catholique n’a jamais fait l’objet d’une définition officielle, ni avant, ni après avoir été intégré au credo de Nicée. Son sens ancien se prend de ce qu’il signifiait alors dans le langage courant, ce qui permet de percevoir une évolution de sa signification dès lors qu’il fut appliqué à l’Église.
L’Église n’est pas qualifiée une seule fois de « catholique » ou d’« universelle » dans les textes du Nouveau Testament. Il reste néanmoins très clair que les Églises sont « une » dans l’Église, que les chrétiens doivent chercher à toujours être bien d’accord entre eux, que l’Évangile doit se répandre jusqu’aux extrémités de la Terre et parmi toutes les nations, que l’Église est ouverte à tous les peuples, qu’elle doit être sans divisions.
L'adjectif a commencé à être employé par des auteurs chrétiens au début du IIe siècle, à une époque où émerge la figure d’autorité locale de l’évêque et où les communautés chrétiennes cherchent progressivement à construire l'unité et la communion de celles-ci, en même temps que la définition de la doctrine du christianisme se dessine au fil des débats doctrinaux.
Le premier auteur à utiliser l'expression semble être Ignace d'Antioche qui, à l'aube du IIe siècle, écrit : « Là où paraît l’évêque, que là soit la communauté, de même que là où est le Christ Jésus, là est l’Église entière (καθολική ἐκκλησία (katholikê ekklêsía) ». Il y a débat sur la portée de ce mot courant de la langue grecque utilisé par Ignace mais, une fois entré dans la littérature chrétienne, il prend progressivement un sens particulier ou théologique. Il y exprime d’abord le caractère universel de l’Église suivant la signification grecque usuelle, mais il sert bientôt à distinguer l’Église « authentique » des communautés « hérétiques » et, en ce sens, devient synonyme d’« orthodoxie » : à partir du IVe siècle, il s'officialise en apparaissant dans le symbole de Nicée comme l'une des quatre notes de l'Église, « une, sainte, catholique et apostolique ».
Le terme « catholique » devient dès lors spécifique pour parler de l’Église, exprimant à la fois que l’Église du Christ est répandue dans tout l'univers et qu'elle porte l'intégralité du dépôt de la foi. De ce fait, bien que le latin disposât à l’évidence d’un terme équivalent au grec καθολικός / katholikós avec celui de universalis, ce mot n’a pas été traduit en latin mais il a été simplement translittéré en catholicus. Augustin emploiera ainsi le terme catholicus pour qualifier l’Église ou les chrétiens en communion et en accord avec l’évêque de Rome tandis qu’il propose par ailleurs de larges développements sur la religion « catholique », mais il parle à ce sujet de « voie universelle », en employant le terme « universalis » plutôt que celui de « catholicus ».
Parler d’Église catholique, c’est affirmer que l’Église est universelle, qu’elle ne peut se replier sur une communauté ou dans un espace particulier en se coupant du tout, en même temps que cela revient à désigner la véritable Église du Christ « la seule légitime et authentique ».
Dans l’Antiquité, le mot « catholique » ne s’employait pas seulement comme un adjectif mais aussi, comme c'est le cas pour tous les adjectifs en grec, comme un nom neutre avec l'article : το καθολικόν (to katholikón) (l'universel). Zénon avait ainsi écrit un traité des universaux : les καθολικά (katholiká). Selon Henri de Lubac, au moment où le terme catholique commence à être employé pour qualifier l’Église, il devient aussi d’usage de parler de l’Église comme de la catholica (καθολική (katholikê)). Ce substantif est, en effet, attesté chez Tertullien dans un sens absolu dès le IIe siècle et reste d'usage, quoique rarement, jusqu’au VIIe siècle. On le trouve encore chez Bernard de Clairvaux au XIIe siècle. Cet usage du terme renvoie, selon Henri de Lubac, à ce que sont les καθολικά (katholika) (universaux) chez les philosophes. La catholica étant un universel, elle n’est ni un composé, ni une somme. Il faut avoir recours au terme latin pour reprendre cet usage en français. C’est en ce sens qu’il peut être question de la catholica.
À l'extérieur de l'Église catholique, certaines Églises et communautés chrétiennes emploient le mot « catholique » dans leur dénomination, sans pour autant reconnaître, dans la pratique sinon en théorie, la primauté du pape de Rome, par exemple l'Église vieille-catholique, qui regroupe environ un million de fidèles aux États-Unis, en Pologne, en Allemagne, en Autriche, en Suisse.

#### Signification du terme «apostolique»

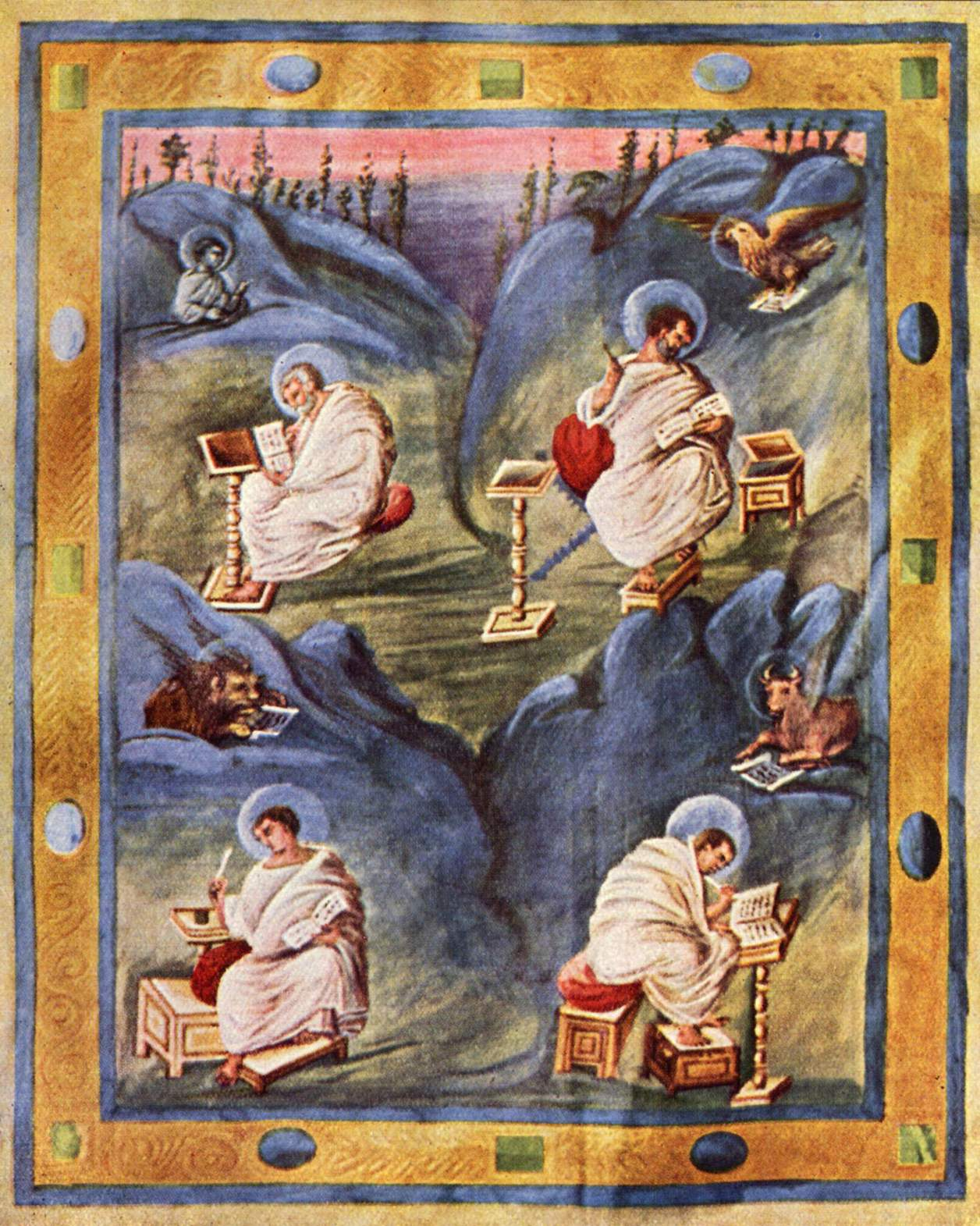
Les quatre évangélistes et leur symbole (le tétramorphe) dans les Évangiles d'Aix-la-Chapelle (vers 820).

L'Église catholique considère que, du fait de la succession apostolique, elle est la continuatrice des apôtres (Église apostolique). Dans cette optique, tout évêque est le successeur des apôtres : il a la charge d'une Église locale (son diocèse) sur lequel il doit veiller.
Elle considère que l'Église fondée par le Christ se perpétue dans l'Église catholique, ou plutôt qu'elle est une institution permanente qui demeure éternellement à travers les âges sans aucune discontinuité de succession apostolique, en préservant la foi intégrale et l'unité des croyants.

#### Signification du terme «romaine»
L'Église catholique est dite « romaine » parce que l'Église établie à Rome, principalement par l'apôtre Pierre, a toujours été considérée comme étant la plus importante des Églises.

### Doctrine

#### Théologie
La théologie catholique s'est développée au cours des siècles selon les enseignements des premiers chrétiens et en fonction de définitions établies par les conciles œcuméniques et les bulles pontificales, le plus souvent par opposition aux doctrines qu'elle juge hérétiques. L'Église catholique croit qu'elle est continuellement guidée par l'Esprit saint lorsqu'elle aborde des questions de dogme et infaillible par rapport aux erreurs théologiques,.
Elle enseigne que la Révélation n'a qu'une source, Dieu, selon deux modes de transmission distincts, la Bible et la Tradition,. La Bible comprend 73 livres : 46 dans l'Ancien Testament et 27 dans le Nouveau Testament. De son côté, la Tradition est interprétée par le Magistère, autorité d'enseignement constituée par le pape et le collège des évêques en communion avec le pape.

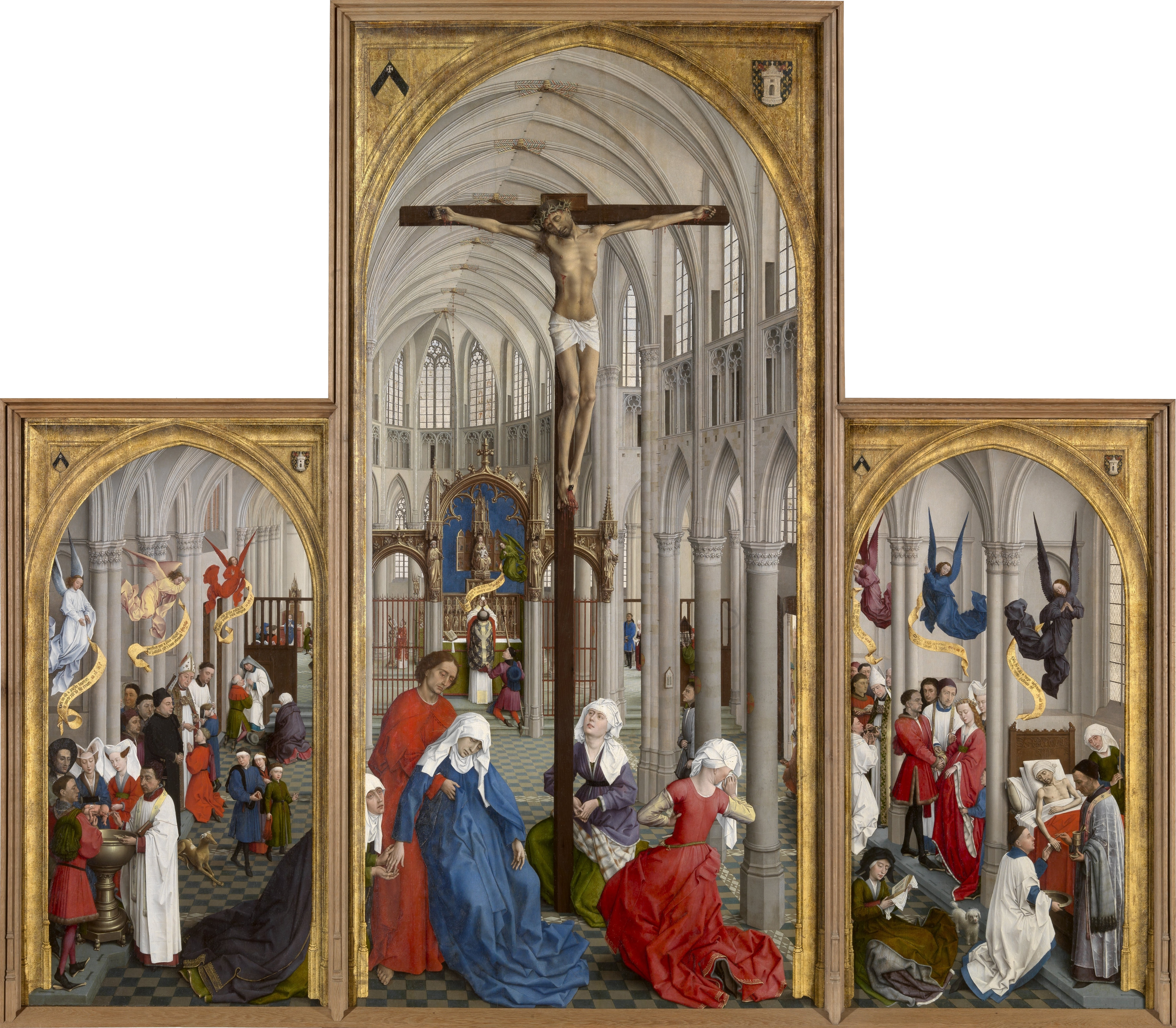
Triptyque des sept sacrements par Rogier van der Weyden, vers 1448.

L'Église catholique croit en un Dieu unique et éternel en trois hypostases, ou trois personnes, qui forment ensemble la Sainte Trinité : le Père, le Fils et le Saint-Esprit,. Bien que fondamentalement distinctes, ces trois personnes sont égales et participent à la même essence divine. Cette doctrine a officiellement été définie au IVe siècle.

#### Sacrements
L'Église catholique enseigne que Jésus-Christ a institué sept sacrements confiés à l'Église. Le nombre et la nature des sacrements ont été définis par plusieurs conciles œcuméniques. Ceux-ci sont le baptême, la confirmation, l'eucharistie, la pénitence, l'onction des malades, l'ordre et le mariage. Les sacrements constituent des rites visibles que les catholiques considèrent comme étant des signes de la présence de Dieu et des manifestations de la grâce de Dieu.

## Organisation

### Définition théologique
L'Église catholique se définit comme le Corps mystique du Christ. Elle est composée de l'Église militante, de l'Église triomphante et de l'Église souffrante, qui ne forment qu'une seule Église en communion avec Jésus-Christ. L'Église militante regroupe l'ensemble des fidèles sur terre, l'Église triomphante comprend tous les saints qui sont au ciel et l'Église souffrante, quant à elle, comprend toutes les âmes qui sont au purgatoire.
La constitution conciliaire Lumen gentium indique que : « C'est ici l'unique Église du Christ, dont nous professons dans le symbole l'unité, la sainteté, la catholicité et l’apostolicité, cette Église que notre Sauveur, après sa résurrection, remit à Pierre pour qu’il en soit le pasteur […]. Cette Église comme société constituée et organisée en ce monde, c'est dans l’Église catholique qu’elle subsiste, gouvernée par le successeur de Pierre et les évêques qui sont en communion avec lui, bien que des éléments nombreux de sanctification et de vérité se trouvent hors de sa sphère, éléments qui, appartenant proprement par le don de Dieu à l’Église du Christ, portent par eux-mêmes à l'unité catholique ».

### Composition

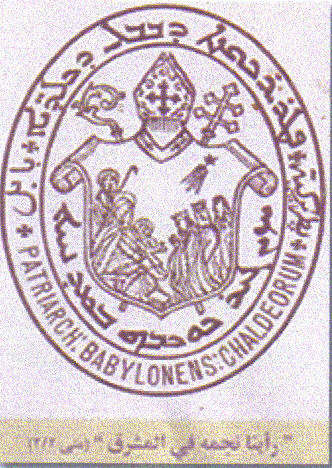
Sceau de l'Église catholique chaldéenne.

Le pape Benoît XVI décrit la nature profonde de l'Église dans une encyclique sur l'amour et la charité : « La nature profonde de l’Église s’exprime dans une triple tâche : annonce de la Parole de Dieu (kerygma-martyria), célébration des Sacrements (leitourgia), service de la charité (diakonia). Ce sont trois tâches qui s’appellent l’une l’autre et qui ne peuvent être séparées l’une de l’autre. La charité n’est pas pour l’Église une sorte d’activité d’assistance sociale qu’on pourrait aussi laisser à d’autres, mais elle appartient à sa nature, elle est une expression de son essence elle-même, à laquelle elle ne peut renoncer. »
La composition de l'Église catholique ne se réduit pas à l'Église dite « latine ». En effet, les Églises catholiques orientales (chaldéenne, syrienne, arménienne, libanaise, une petite fraction des coptes et des grecques) se sont le plus souvent unies à Rome au XIXe siècle. Elles reconnaissent l'autorité et la primauté du pape, et font pleinement partie de l'Église catholique. Leur organisation canonique (y compris, par exemple, l'ordination sacerdotale d'hommes mariés) et surtout leur liturgie ont toutefois conservé des caractères orthodoxes. À la différence des autres uniates, l'Église maronite est une Église catholique orientale non issue d'une Église mère orthodoxe et qui ne s’est jamais séparée de l'Église catholique.
Le nombre total de baptisés à la fin de 2014 était de 1,272 milliard, ce qui correspond à 17,8 % de la population mondiale,.

### Structures institutionnelles
Le pape est l’évêque de Rome, successeur de saint Pierre. À ce titre, il est le premier des évêques et doit veiller à l’unité de l’Église. L’Église catholique est constituée de toutes les Églises particulières dont l’ordinaire est en communion avec le pape.
La direction internationale de l’Église est assumée par le pape et par l’ensemble des évêques, réunis en concile œcuménique sur convocation du pape. Les conciles sont rares, convoqués à des moments exceptionnels. L’essentiel du gouvernement de l’Église se trouve au Saint-Siège qui réside principalement dans la Cité du Vatican, micro-État souverain enclavé dans la ville de Rome dont le pape est le chef d'État.

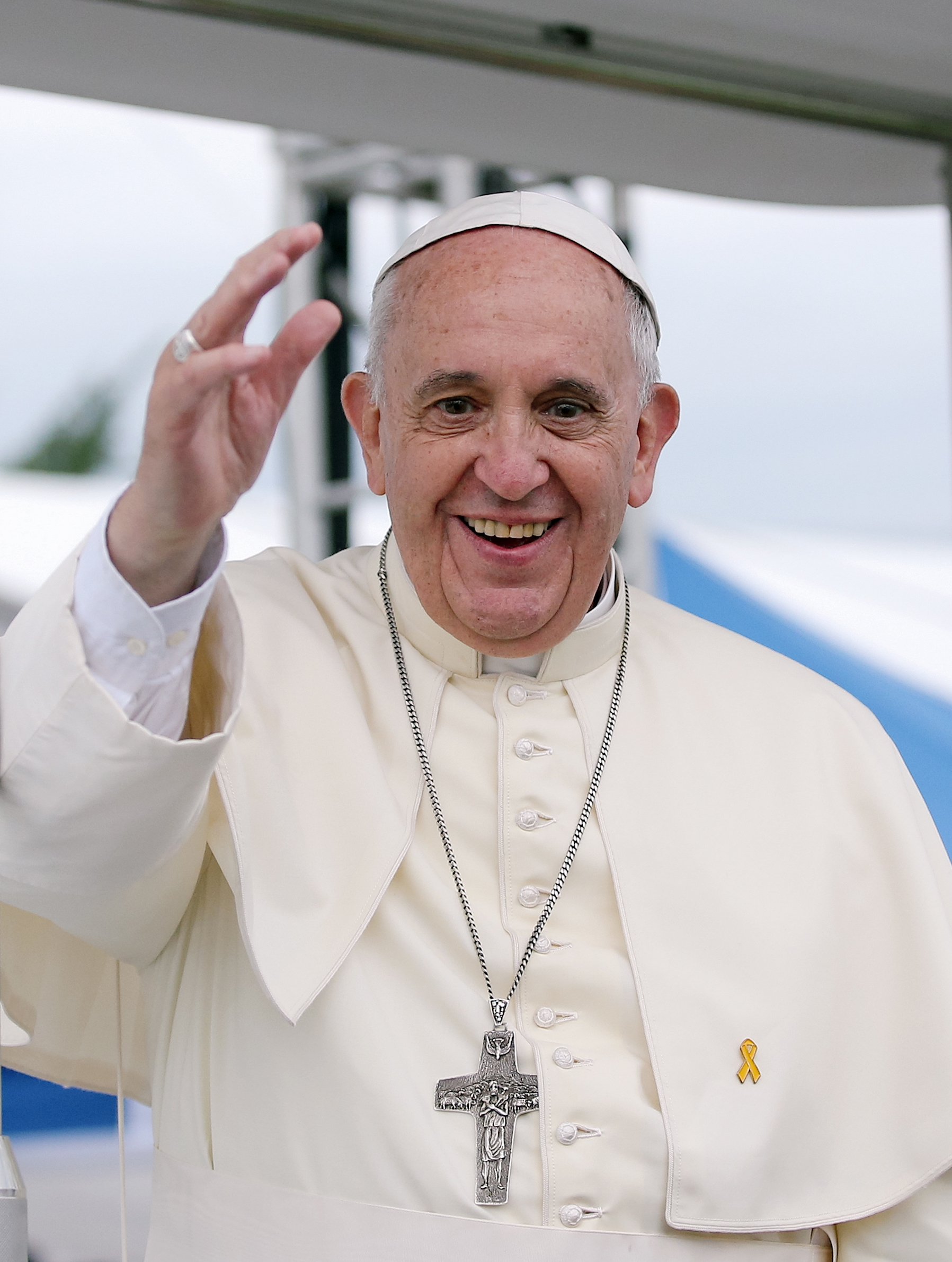
François, pape.

La hiérarchie de l'Église catholique est composée de ministres, aussi appelés clercs, qui ont pour rôle de veiller sur l'Église. Ceux-ci comprennent trois ordres : les diacres, les prêtres et les évêques. Les diacres et les prêtres de l'Église catholique effectuent leurs sacerdoces en communion avec leur évêque. Les autres fidèles de l'Église catholique non ordonnés sont appelés laïcs et comprennent tous les catholiques qui ont reçu le baptême.
Dans des cas spécifiques, certains baptisés s’engagent de façon particulière au service de Dieu, de l’Église et du monde par des vœux de pauvreté, de chasteté et d'obéissance, notamment dans les ordres religieux. On distingue les ministres ordonnés, les baptisés laïcs et les consacrés. Les consacrés peuvent être soit ordonnés soit laïcs.
Longtemps puissance temporelle, la papauté s'est progressivement concentrée sur sa mission spirituelle. Depuis Pastor Æternus (1870), l’ambition de primauté symbolique se substitue à l’exercice temporel du pouvoir, suivant les relations qu’elle entretient avec les gouvernements comme avec les autres religions.
En 1929, le pape Pie XI signe avec l'État italien les accords du Latran qui reconnaissent au Saint-Siège la souveraineté sur la cité du Vatican, créant ainsi l'État du Vatican.
Depuis le pontificat de Jean-Paul Ier, les papes ont délaissé la tiare, couronne pontificale qui représentait le pouvoir temporel, le pouvoir spirituel et l'autorité sur les princes. Elle apparaît encore sur les armoiries de l'État du Vatican.
Le Saint-Siège, personne morale souveraine de droit international et souverain sur l'État du Vatican, est représenté dans les institutions politiques internationales (ONU, Europe). Il joue parfois un rôle de médiation dans certains conflits.

### Droit canonique
Le droit canonique, ou droit canon (jus canonicum en latin) est l'ensemble des lois et des règlements adoptés ou acceptés par les autorités catholiques pour le gouvernement de l'Église et de ses fidèles.
Le terme vient du grec κανών / kanôn, la règle, le modèle. Ce mot a rapidement pris une connotation ecclésiastique en désignant au IVe siècle les ordonnances des conciles, par opposition au mot νόμος / nómos (la coutume, la loi) utilisé surtout pour les lois des autorités civiles.
Le droit canonique n'a pas de portée sur les accords conclus par l'Église, ni sur les questions de dogme à proprement parler, quoiqu'il faille relativiser ; le pape Jean-Paul II a en effet inséré, dans le code de 1983, l'interdiction faite aux femmes d'accéder à l'ordination. En ce qui concerne la liturgie, le code ne donne que des orientations dans la partie liée à la charge ecclésiale de sanctifier ; les normes liturgiques se trouvent dans la présentation des divers rituels.

## Histoire

### Premiers siècles

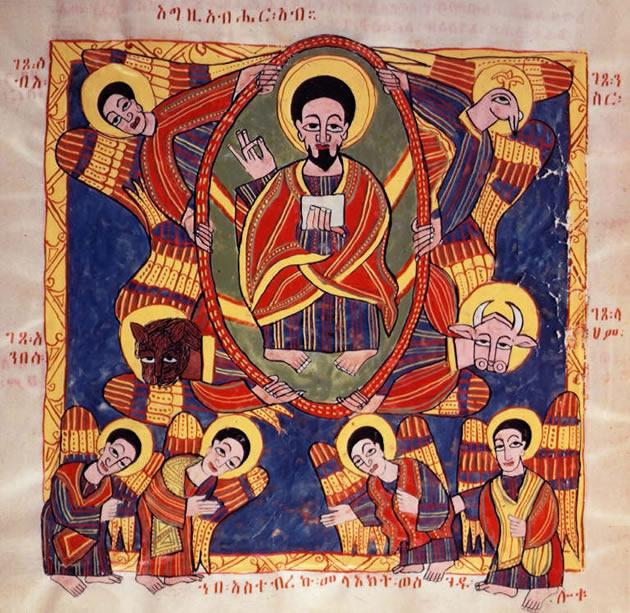
Christ en majesté, parchemin éthiopien de la fin du XVIIe siècle, British Library. Entourant Jésus, les quatre Évangélistes apparaissent sous la forme de leurs symboles respectifs.

Selon la doctrine catholique, l'Église catholique est la continuation de la communauté chrétienne établie par Jésus-Christ au Ier siècle. À cette époque, la religion chrétienne s'est répandue au sein de l'Empire romain malgré les persécutions. Elle se répandit également à l'extérieur de l'empire, notamment en Arménie, en Iran et le long de la côte de Malabar en Inde.
À ses débuts, l'Église chrétienne était peu organisée et sa distinction par rapport au judaisme était vague ; ce qui mena à diverses interprétations des croyances chrétiennes. En 70, lors du siège de Jérusalem pendant la Première Guerre judéo-romaine, la destruction du Temple de Jérusalem fut un événement marquant vers la séparation du christianisme et du judaisme. De plus, des prêcheurs tels que Paul de Tarse commencèrent à convertir des non Juifs au christianisme ; ce qui mena à l'établissement d'une religion chrétienne distincte.
C'est ainsi que, au IIe siècle, les communautés chrétiennes s'organisèrent davantage de manière hiérarchique avec un évêque ayant l'autorité sur le clergé de sa ville, menant au concept de métropolite où les évêques des villes plus importantes exerçaient une plus grande autorité que les évêques des plus petites villes environnantes avec les Églises d'Antioche, d'Alexandrie et de Rome ayant le plus d'autorité,. Dès le IIe siècle, les évêques se rassemblaient souvent en synodes régionaux afin de régler des questions doctrinales. Au IIIe siècle, l'évêque de Rome a commencé à agir comme une sorte de cour d'appel pour les problèmes que les autres évêques ne pouvaient pas régler.
En 313, le christianisme a été légalisé au sein de l'Empire romain par l'empereur Constantin Ier. À cette époque, plusieurs sectes chrétiennes existaient avec des versions différentes de la foi chrétienne. C'est ainsi que Constantin Ier a pris des mesures afin d'éliminer certaines sectes. De plus, il convoqua un concile œcuménique, celui de Nicée, afin d'établir de manière officielle les interprétations de la doctrine de l'Église. En 380, le christianisme est devenu la religion officielle de l'empire. Lors du concile de Chalcédoine en 451, la primauté de l'évêque de Rome en tant que pape a été solidifiée.

### Moyen Âge et Renaissance
En 1054, survint le schisme entre Rome et l'Orient. Des querelles christologiques éloignaient déjà l'Église de Rome et les Églises d'Orient bien avant cette rupture, mais des raisons politiques entrèrent également en jeu,.

### Réforme protestante

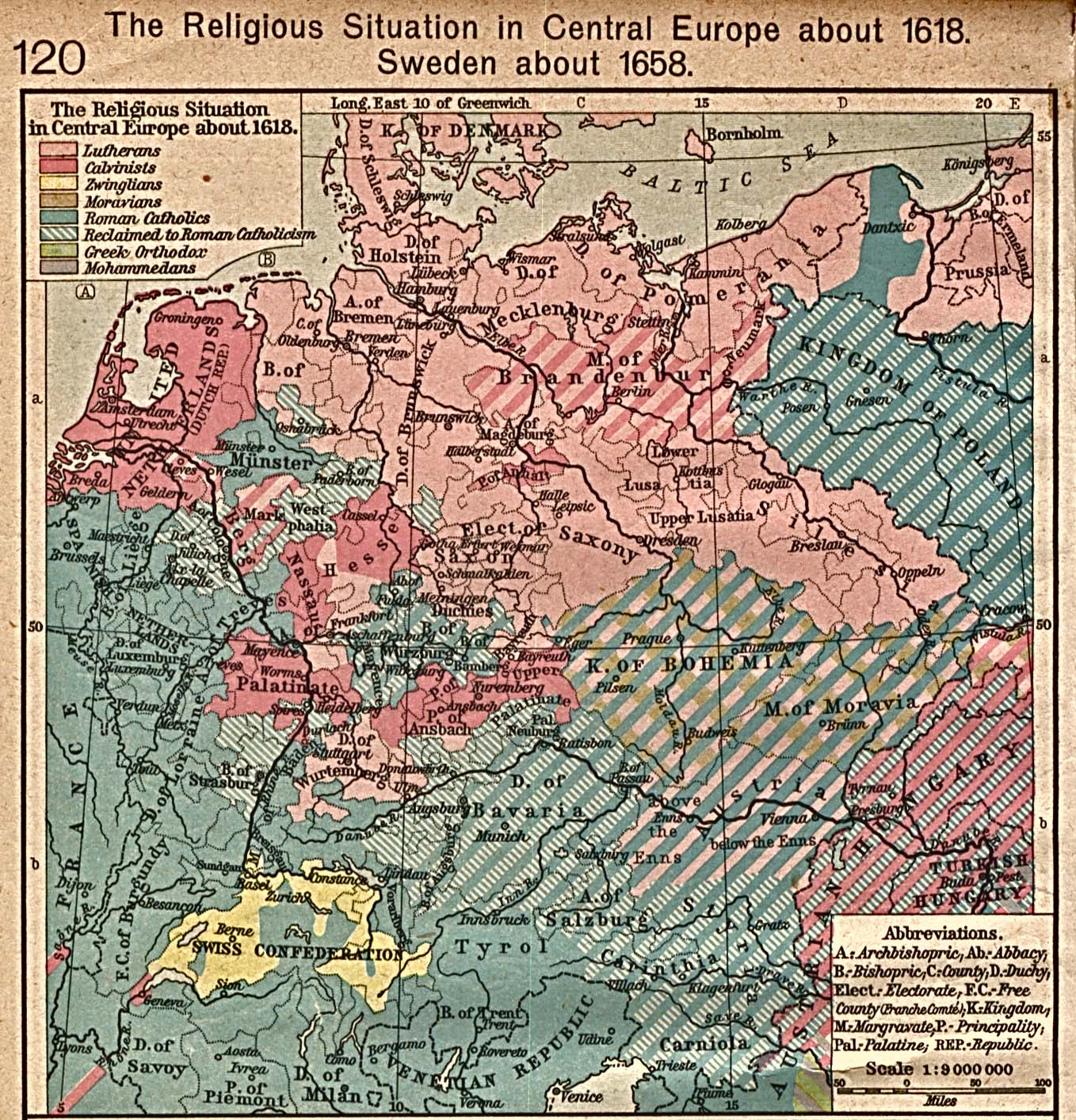
Situation religieuse de l'Europe centrale en 1618, à la veille de la guerre de Trente Ans.

À partir de 1517 commence la Réforme protestante, représentée notamment par le Saxon Martin Luther, le Français Jean Calvin et le Suisse Ulrich Zwingli. Une autre rupture s'est produite peu après, dû à des raisons politiques, qui mena à l'apparition de l'Église anglicane en 1534.
À la réforme protestante, l'Église répondra, à la fin du XVIe siècle et surtout au XVIIe siècle, par la contre-réforme dans la foulée du Concile de Trente (1545-1563).
La fin du Moyen Âge et la Renaissance ont entraîné de grands bouleversements dans les sociétés européennes :
- Sur le plan politique, on assiste au déclin de la féodalité et à la montée du nationalisme. En France, la centralisation du pouvoir royal qui a commencé sous Louis XI, s'est amplifiée au cours des règnes suivants notamment de François Ier. Plus tard, elle atteindra son apogée avec la monarchie absolue de Louis XIV.
- Sur le plan culturel, l'invention de l'imprimerie a permis la transmission de nouvelles idées et connaissances non seulement parmi les érudits, mais aussi parmi les commerçants et les artisans. L'imprimerie est le vecteur qui va permettre l'échange des nouvelles idées.

### Époque contemporaine

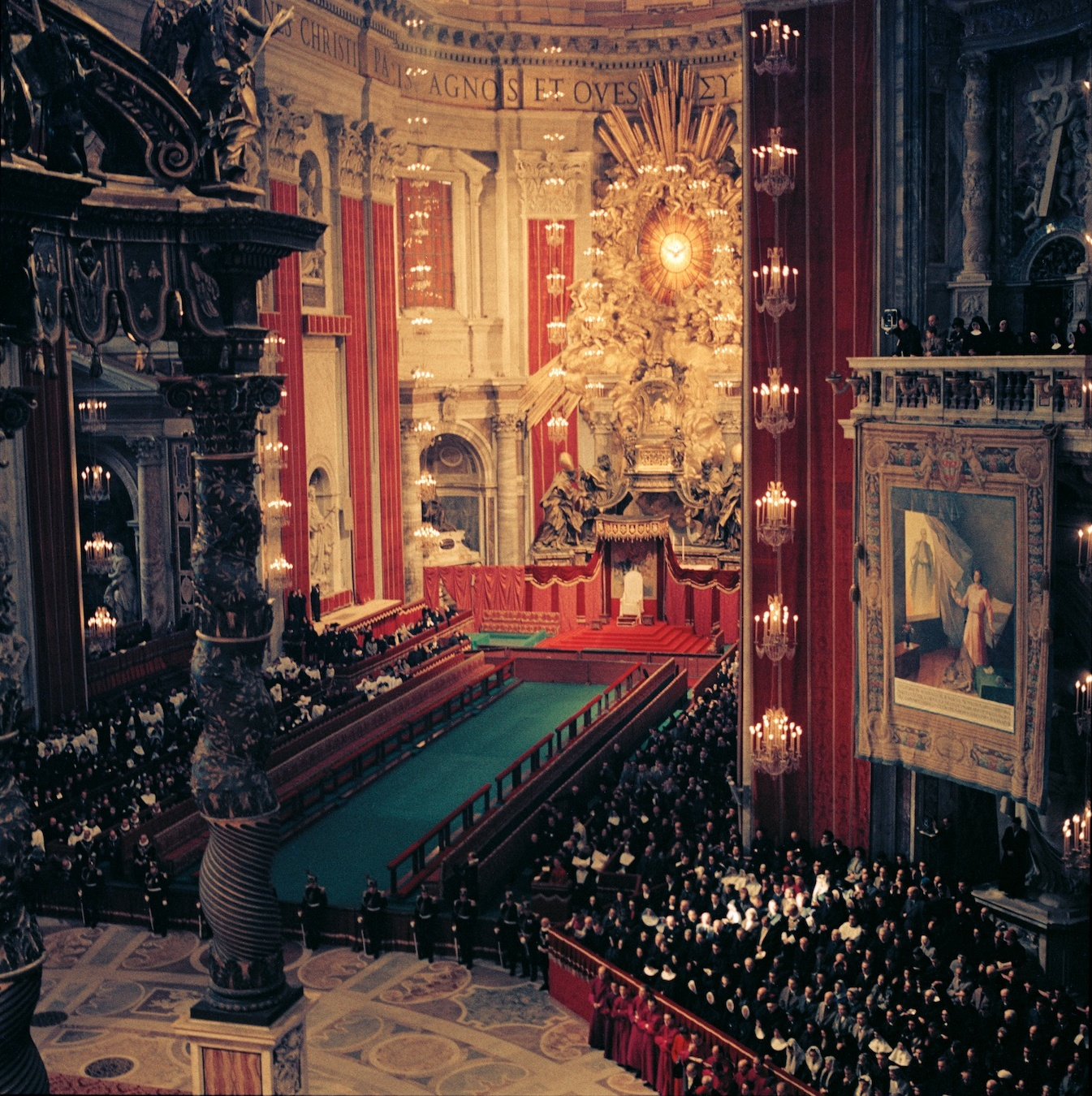
Le concile Vatican II.

Devant l'industrialisation, l'Église développe à la fin du XIXe siècle sa doctrine sociale qu'elle affermit dans la foulée des désastres de la Grande Dépression des années 1930.
Son attitude pendant la Seconde Guerre mondiale, notamment vis-à-vis des Juifs et du nazisme, a fait l'objet de controverses notamment à la suite des représentations de la pièce de théâtre satirique Le Vicaire.
Le concile Vatican II, tenu de 1962 à 1965, est un des éléments marquants de l'histoire de l'Église catholique au XXe siècle.
À la fin du XXe siècle et au début du XXIe siècle, de nombreux abus sexuels sur mineurs dans l'Église catholique couverts par l'omerta sont signalés. Afin de lutter contre tous les abus sexuels, le pape François initie une politique de lutte contre ces abus.

## Place des femmes dans l'Église catholique
Au fil des siècles, bien des femmes, religieuses et laïques, ont tenu des places décisives dans l'Église. Que l’ordination soit réservée aux hommes n’exclut pas les femmes des postes de responsabilité. Les derniers papes ont insisté sur leur charisme propre dans la vie de l’Église.